# Rijswijkse Schouwburg

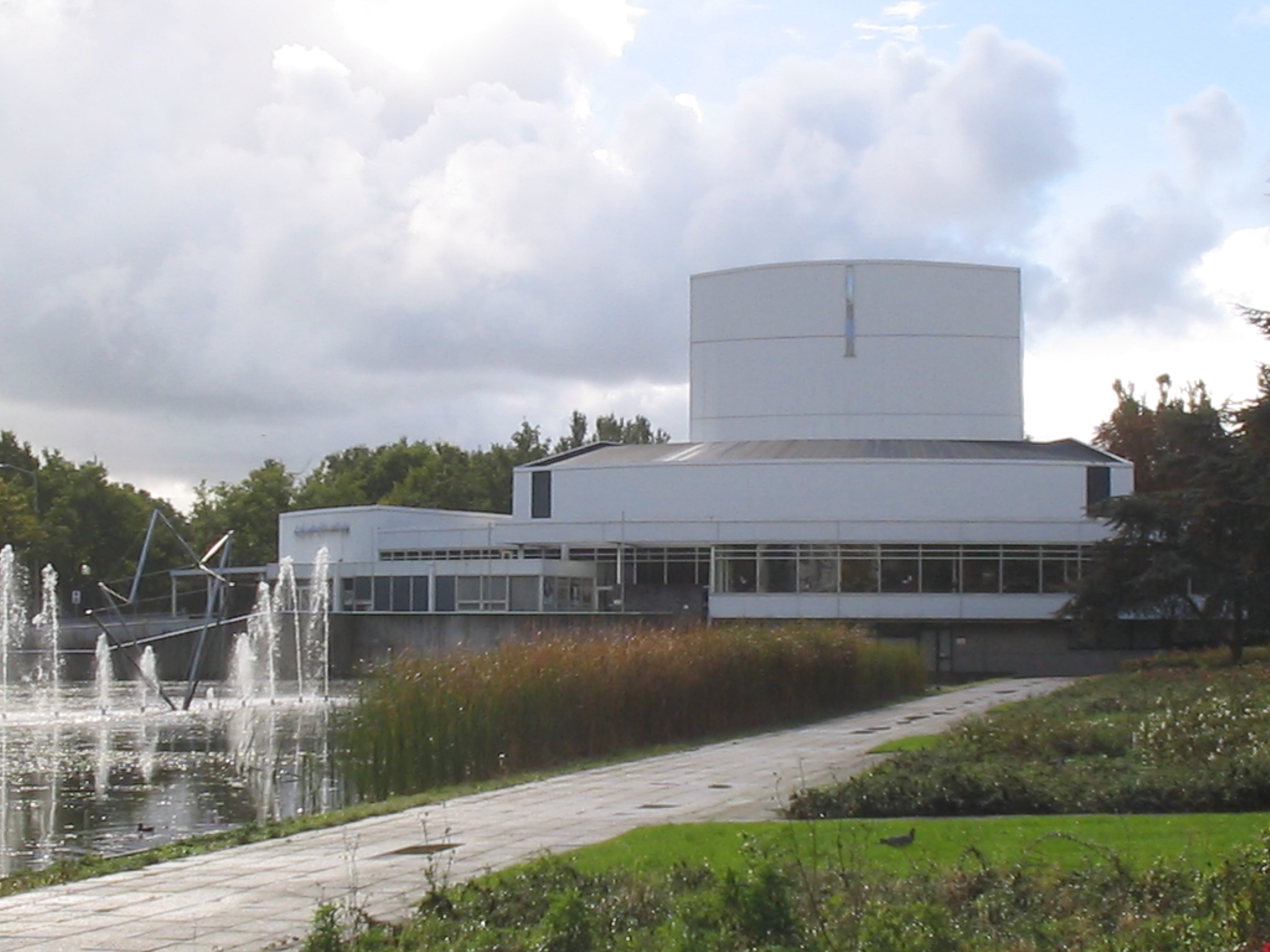
Rijswijkse Schouwburg

De Rijswijkse Schouwburg is een theatergebouw in de Nederlandse plaats Rijswijk (Zuid-Holland). Het is gebouwd naar een ontwerp van architect Boot van het Rotterdamse bureau Van den Broek en Bakema. Sinds 1991 heeft Rijswijk een schouwburg, gelegen aan de grote vijver tegenover het stadhuis. De schouwburg biedt een programmering met zo'n 200 voorstellingen per jaar.
Het theater heeft twee zalen:
- een grote zaal voor 700 bezoekers
- een kleine zaal (vlakke vloer) voor 100 bezoekers